# 濹東綺譚
『濹東綺譚』（ぼくとうきだん）は、永井荷風の小説。
表題の意味は「隅田川東岸の物語」で、便宜的に「墨東綺譚」と表記されることもある。「濹」は林述斎の造字したものを永井荷風が見出して使ったもので、隅田川（さんずいに墨で隅田川の別称：墨田川）を指す。
旧東京市向島区寺島町（現：東京都墨田区東向島）に存在した私娼窟・玉の井を舞台に、小説家・大江匡と娼婦・お雪との出会いと別れを、季節の移り変わりとともに美しくも哀れ深く描いている。荷風の日記『断腸亭日乗』には荷風の玉の井通いの様子が書かれており、主人公の大江は作者の分身と考えられる。荷風の小説中、最高傑作とされている。
作品中に、前年廃止された京成電気軌道白鬚線の京成玉ノ井駅に関する記述がある。挿絵や私家版の写真にも廃線跡が見られ、鉄道史上の研究資料にもなっている。
1960年・1992年・2010年に映画化された。

## 成立
『断腸亭日乗』によれば、1936年（昭和11年）3月から向島・玉の井にある銘酒屋街（私娼窟）の探訪が始まり、4月22日に随筆『寺じまの記』が書かれた。銘酒屋街は、1918年・1919年（大正7年・8年）から関東大震災を経て、浅草（十二階下）から玉ノ井駅（現：東武スカイツリーライン東向島駅）付近に移転してきたものである。
荷風はこの界隈に強い興味を抱き、日記に精密な地図も描いている。9月7日にはヒロインのモデルとおぼしき女性の出会いが記され、しばらくこの女のもとに通った。9月20日に「この町を背景となす小説の腹案漸く成るを得たり」との記事があり、翌21日の起草後も、連日のように玉の井に通った。10月25日に脱稿、翌11月に「作後贅言」を脱稿。
1937年（昭和12年）4月に、鳥有堂より私家版で刊行、同書には荷風が撮影した玉の井のスナップ写真が添えられている。同年4月16日 - 6月15日まで『東京朝日新聞』に木村荘八挿絵を伴い連載。8月に岩波書店で単行本が刊行された。

## 登場人物
- 大江匡：50代後半の小説家（文中では「わたくし」）。作者と同じく「明治12年」の生まれと設定されている。カフェー通いを新聞・雑誌で攻撃されたことがあり新聞記者を憎んでいる。水商売の女を家庭に入れようとして失敗したことがある。小説の想を練るため、また隣家のラジオの音がうるさいため、玉の井通いを始める。
- お雪：玉の井の私娼、26歳。以前は宇都宮で芸者をしていた。純朴な性質の女。

## あらすじ
小説家・大江匡は小説『失踪』の腹案を練る。51歳で退職した英語教員が退職金を持って失踪し、カフェー勤めの女の元に身を寄せる、という筋書きで、主人公が身を隠す場所を向島あたりに設定した。大江は6月末のある夕方、玉の井付近を散策する。急に大粒の雨が降り出し、大江が傘を広げると、浴衣姿の女が傘に入ってきた。大江は女（お雪）に誘われるまま、部屋に上がる。
大江はお雪のもとに度々通い、なじみを重ねる。お雪は大江のことを秘密出版に関わる男と誤解しているらしい。ある日お雪は、借金がなくなったら「おかみさん」にしてほしい、と言い出す。お雪を幸福な家庭の人にするのは自分ではない、と大江は考える。9月の末、お雪が入院したことを聞く。10月になると大江が玉の井通いをすることもなくなった。
文末の「作後贅言」の章は（上記のストーリーとは関係なく）、荷風の亡友神代種亮の思い出とともに世相の変遷、銀座のカフェー風俗などを綴っている。

## 挿画
木村荘八による詩情あふれた挿絵も、この作品の評価を高めた一因、という意見が多い。木村荘八は、挿絵の担当が決まると連日のように玉の井界隈に通い、荷風の注文通りの作品を仕上げた。荷風の文と荘八の絵の組合せ・共作を「義太夫における太夫と三味線弾き」に例えた賛もある。荘八自身も作品随想を著した。

## 文庫新版
- 岩波文庫、改版1991年 - 木村荘八の挿絵を全て収録。ISBN 400-3104153
- 角川文庫、改版2009年。ISBN 404-102210X
- 新潮文庫、改版2011年。ISBN 410-1069069
- 中公文庫、2019年。安岡章太郎『私の濹東綺譚』新版に併録。ISBN 412-2068029

## 映像化

### 映画

#### 1960年版
1960年8月28日公開。配給は東宝。

##### スタッフ
- 監督：豊田四郎
- 脚本：八住利雄
- 製作：佐藤一郎
- 撮影：玉井正夫
- 音楽：團伊玖磨

##### キャスト
- お雪：山本富士子
- 種田順平：芥川比呂志
- 種田光子：新珠三千代
- 種田稔：織田新太郎
- 山井：東野英治郎
- 山井京子：乙羽信子
- 音吉：織田政雄
- 巳之松：若宮忠三郎
- おりん：三戸部スエ
- 老婆：戸川暁子
- 芳造：宮口精二
- お種：賀原夏子
- 遠藤：松村達雄
- お房：淡路恵子
- お町：高友子
- 玉枝：日高澄子
- お時：原知佐子
- 照子：岸田今日子
- 玉の井の女：塩沢くるみ
- お杉：長岡輝子
- お飯たきのばァや：北城真記子
- 三治：中村伸郎
- 竹さん：須永康夫
- 守衛：田辺元
- おでんやの客：田中志幸
- 職人風の男：中原成男
- 会社員風の男：名古屋章
- ひやかしの客：守田比呂也、加藤寿八、黒岩竜彦
- 刑事風の男：瀬良明
- N散人：中村芝鶴

#### 1992年版
1992年6月6日公開。製作：近代映画協会。配給：日本アート・シアター・ギルド (ATG)、東宝。乙羽信子は1960年版に引き続き出演した。ATGは本作品を最後に活動停止した。
この版に限り、題名の読みが「ぼくとうきたん」と定められている。

##### スタッフ
- 監督・脚本：新藤兼人
- 音楽：林光
- タイトル画：木村荘八
- 撮影：三宅義行
- 照明：山下博
- 美術：重田重盛
- 編集：渡辺行夫、近藤光雄
- 録音：武進
- 制作担当：溝上潔
- 助監督：松井稔
- 音響効果：佐々木英世
- サウンドテクニカルアドバイザー：大久保昌生
- MA：東宝サウンドクリエイティブスタジオ
- 音響効果制作：東洋音響
- 現像：IMAGICA
- スタジオ：松竹大船撮影所
- 企画：多賀祥介
- プロデューサー：新藤次郎、赤司学文

##### キャスト
- 永井荷風：津川雅彦
- お雪：墨田ユキ
- お久：宮崎美子
- お歌：瀬尾智美
- 黒沢きみ：八神康子
- 荷風の母：杉村春子
- まさ：乙羽信子
- 鳥居坂署の刑事：佐藤慶
- 菊池寛：井川比佐志
- 竹さん：河原崎長一郎
- 取り巻き：戸浦六宏、石井洋祐
- 中年の男：上田耕一
- たかりの壮漢：河原崎次郎
- 素見客：樋浦勉
- まさの息子・悟：大森嘉之
- 鮫やのおじさん：浜村純
- 永井素川：原田大二郎
- 艶歌師：角川博
- 真砂の女将：浅利香津代
- 馬場当、石堂淑朗、下飯坂菊馬
- 池田生二、加地健太郎、平野稔、安藤一夫、及川以造 ほか

#### 2010年版
2010年12月17日公開。劇場公開題は「癒しの遊女 濡れ舌の蜜」。製作：多呂プロ、配給：オーピー映画。本作の製作に関わりのあった（後述）上野オークラ劇場や静岡小劇場など一部成人映画館、特別上映の行なわれたミニシアターにおいてのポスターでは原題の「墨東奇譚」が用いられている。
ピンク映画として、全国の成人映画館で公開。R-18指定。舞台設定は旧上野オークラ劇場、不忍池を中心とした、現代の上野界隈に変更されている（上野の他、静岡市葵区七間町などでもロケ撮影された）。

##### スタッフ
- 監督・脚本：荒木太郎
- 撮影・照明：飯岡聖英
- 音楽：宮川透

##### キャスト
- 大江匡：那波隆史
- 雪子：早乙女ルイ
- スミコ：里見瑤子
- ラン：佐々木基子
- 種田順平：荒木太郎
- 映写技師・箒様翁：牧村耕次

### テレビ
- 2003年2月21日（金）NHK BS2 「朗読紀行『にっぽんの名作』 墨東綺譚」演出：中田秀夫、朗読・出演：麻生祐未
朗読とドラマ

## 舞台
- 1991年11月（帝国劇場）脚本：菊田一夫、演出：佐藤浩史、出演：浅丘ルリ子、加賀まりこ、仲谷昇、藤間紫ほか